# Scleria complanata
Scleria complanata är en halvgräsart som beskrevs av Johann Otto Boeckeler. Scleria complanata ingår i släktet Scleria och familjen halvgräs.
Artens utbredningsområde är Sudan. Inga underarter finns listade i Catalogue of Life.